# Angiari
Angiari és un comune (municipi) de la província de Verona, a la regió italiana del Vèneto, situat a uns 80 quilòmetres al sud-oest de Venècia i a uns 35 quilòmetres al sud-est de Verona.
A 1 de gener de 2020 la seva població era de 2.315 habitants.
Angiari limita amb els següents municipis: Bonavigo, Cerea, Legnago, Roverchiara i San Pietro di Morubio.